# Ан-124-100М-150
Ан-124-100М-150 «Руслан», модифікація літака Ан-124-100 розроблена АНТК ім. Антонова. В модифікації реалізовано такі функціональні поліпшення:
- збільшено максимальне комерційне навантаження з 120 тонн до 150 тонн;
- збільшена максимальна злітна маса з 392 тонн до 402 тонн;
- збільшена дальність польоту, в тому числі з вантажем 120 тонн з 4650 кілометрів до 5400 кілометрів;
- призначений ресурс літака доведено до 24000 годин;
- забезпечено роботу з моновантажами до 40 тонн бортовими вантажними засобами;
- підсилено конструкцію фюзеляжу для забезпечення перевезень моновантажів масою до 150 тонн;
- модернізовано навігаційний комплекс і локатор;
- скорочено на 30% посадкову дистанцію;
- зменшено склад екіпажу з 6-ти до 4-х чоловік і підвищено комфорт кабіни відпочинку;
- замінено військове кисневе обладнання на цивільне;
- встановлено підсилені колеса й шини;
- встановлено досконалішу систему захисту від блискавки;
- встановлено нові прилади контролю двигуна;
- розроблені модернізовані системи керування реверсом і контролю над вібростаном двигуна;
- встановлено систему раннього попередження зіткнення із землею СРППЗ-2000 (EGPWS).
- модернізована інерціальна навігаційна система А826;
- впроваджене вдосконалене спостереження (EHS);
- розроблений і впроваджується Головний перелік Мінімального встаткування (ГПМВ).

19 червня 2007 р. літак Ан−124−100М−150 одержав Доповнення до Сертифікату типу, видане Авіаційним регістром Міждержавного Авіаційного Комітету (АР МАК), і оновлений Сертифікат типу на літак Ан−124−100, виданий Державною Авіаційною Адміністрацією України.
Перший зразок цього літака отриманий шляхом модифікації наприкінці 2008 в Ан-124-100М-150 серійного літака Ан-124 сер. № 01-08, побудованого в 1986 році з бортовим номером UR-82009. В перспективі було можливим їх виготовляти на заводі «Авіастар» (Росія) на замовлення компанії «Волга-Днепр».
У 2022 році борт з реєстрацією UR-82009 знаходився на техобслуговуванні в аеропорту «Антонов», де був пошкоджений у результаті запеклих боїв під час російського вторгнення в Україну. Станом на 12 січня 2023 року все ще проводиться оцінка стану літака персоналом «Авіаліній Антонова» для того аби дізнатись, чи доцільно його відновлювати до льотного стану. Офіційних заяв щодо подальшої долі борта на 12 січня 2023 року не було.